# Ganjalagunte, Hiriyur
Ganjalagunte là một làng thuộc tehsil Hiriyur, huyện Chitradurga, bang Karnataka, Ấn Độ.